# Kanon (videogioco)
(Dal filmato introduttivo)
Kanon (カノン?, Kanon) è una visual novel giapponese prodotta dalla Key, originariamente pubblicata il 4 giugno 1999 per Microsoft Windows. Il gioco fu in seguito distribuito in una versione adatta a tutte le età, riprodotta anche per Dreamcast, PlayStation 2 e PlayStation Portable. Ad esse sono seguite numerose riedizioni, compresi due Box contenenti altri giochi della Key, tra cui: Air, Clannad, Little Busters!, Planetarian ～Chiisana hoshi no yume～ e Tomoyo After ~It's a Wonderful Life~.
Nella prima versione, i personaggi non avevano voci. Esse furono in seguito aggiunte dalla prima versione per Dreamcast e alle successive, comprese quelle per Windows. La maggior parte dei doppiatori, è stata poi mantenuta nella serie animata Kanon.
Kanon è stato adattato in cinque light novel, tre radio drama, due serie di manga e numerosi manga antologia, due anime e un OAV.
Nell'ottobre 2007, sulla rivista Dengeki G's Magazine, Kanon si è classificata quinta in un sondaggio sui 50 migliori giochi bishōjo, di 249 titoli. Senza contare la versione per PSP, la visual novel ha venduto oltre 300 000 copie su diverse piattaforme.
Ad ulteriore dimostrazione di questo successo, diversi gruppi di fan si sono prodigati per creare delle patch per tradurre il gioco in altre lingue. Una patch per tradurre il gioco in inglese è stata distribuita da Haeleth & NDT il 21 luglio 2009. È stata distribuita una patch anche per tradurlo in cinese, mentre sono in sviluppo delle altre per tradurlo in francese, spagnolo e russo.
Kanon è stato il primo prodotto della neonata software house Key, fondata da artisti fuoriusciti dalla Tactics subito dopo aver ultimato One: Kagayaku Kisetsu e. Il principale sceneggiatore di entrambi i giochi, Naoki Hisaya, dopo aver ultimato l'originale Kanon lascerà anche la Key. Il titolo rimanda alla composizione musicale Canone di Pachelbel, alla quale viene fatto esplicito riferimento.

## Modalità di gioco
Come per la maggior parte delle visual novel, la giocabilità in Kanon consiste nel leggere il testo accompagnato dalle immagini dei personaggi e da fondali fissi, effettuando alcune scelte che andranno a influenzare la storia.
A seconda delle scelte effettuate, la storia prosegue verso il finale di una delle cinque eroine, mentre effettuando le scelte sbagliate, il gioco termina con un Bad Ending.

## Trama
Dal momento che i suoi genitori sono costretti a trasferirsi all'estero per lavoro, Yuuichi si trasferisce dalla cugina Nayuki che vive con la madre. Il ragazzo ritorna così dopo sette anni nella città dove nella sua infanzia passava le vacanze. Per qualche strano motivo, Yuuichi non ricorda quasi nulla dell'ultima volta che ha vissuto lì, ma non sembra la cosa gli importi. Ben presto, conosce alcune ragazze che sostengono di conoscerlo, e i suoi ricordi cominciano a tornare.

## Personaggi
Yuuichi Aizawa (相沢 祐一?) è il protagonista della visual novel. Ritorna dopo sette anni nella città dove passava da bambino le vacanze.
Ayu Tsukimiya (月宮 あゆ?) è una ragazza piuttosto strana che ha l'abitudine di scontrarsi fisicamente con Yuuichi ogni volta che lo incontra.
Nayuki Minase (水瀬 名雪?) è la cugina di Yuuichi.
Shiori Misaka (美坂 栞'?) è una studentessa del primo anno della scuola di Yuuichi.
Makoto Sawatari (沢渡 真琴?) è una misteriosa ragazza che soffre di amnesia e l'unica cosa che ricorda è il suo odio verso il protagonista.
Mai Kawasumi (川澄 舞?) è una studentessa del terzo anno, incontra Yuuichi di notte, mentre combatte dei mostri che sembrano infestare la scuola.

## Sviluppo
Kanon è il primo progetto della Key, compagnia formatasi nel 1998. Il capo progetto fu Jun Maeda, insieme a Naoki Hisaya che scrisse gli scenari del gioco. La direzione artistica fu di Itaru Hinoue che lavorò sul disegno dei personaggi e le altre immagini, mentre i fondali furono fatti da Torino. Le musiche del gioco furono composte principalmente da OdiakeS e Shinji Orito . Kanon fu la prima e l'ultima visual novel sviluppata dalla Key dove Naoki Hisaya e OdiakeS lavorarono insieme, prima di seguire altri progetti in altre software house.

## Altri media

### Light novel
Cinque light novel per adulti furono scritte da Mariko Shimizu e pubblicate dalla Paradigm tra dicembre 1999 e agosto 2000. La copertina e le illustrazioni interne furono disegnate da Itaru Hinoue, la stessa autrice che disegnò la visual novel. Le basi per ognuna delle storie è una delle eroine e hanno un titolo preso dai temi musicali dei personaggi in questione. Le prime due pubblicate furono Yuki no shōjo (雪の少女? lett. "La ragazza della neve") (Nayuki) e Egao no mukougawa ni (笑顔の向こう側に? lett. "Oltre il sorriso") (Shiori) nel dicembre 1999. La terza fu La prigione della ragazza (少女の檻?, Shōjo no Ori, Mai) nell'aprile 2000, la quarta The Fox and the Grapes (lett. "La volpe e l'uva", Makoto), due mesi dopo. L'ultima fu Hidamari no machi (日溜りの街? lett. "Una città soleggiata") (Ayu) nell'agosto 2000. La Paradigm pubblicò nuovamente le light novel eliminando le scene di nudo, tra giugno e dicembre 2009. Per sostituire il contenuto erotico, Shimizu scrisse del materiale addizionale per ogni volume. Una sesta light novel intitolata Kanojotachi no kenkai (彼女たちの見解? lett. "Il punto di vista delle ragazze"), scritta per il personaggio di Sayuri e illustrata da Zen, deve ancora essere pubblicata. La prima edizione delle light novel vendette oltre 500 000 copie in Giappone.

### Drama CD
Esistono tre set completi di radio drama basati su Kanon, contenenti ognuno cinque CD, per un totale di quindici; essi furono pubblicati nel corso di tre anni, tra il 29 settembre 2000 e il 26 aprile 2003. I primi due set focalizzano un CD su ogni eroina: la copertina dell'album mostra inoltre quale delle ragazze è presentata. Il terzo set non segue questo formato, ma è invece un'antologia che mostra Akiko Minase sulla copertina degli album.

### Manga
Il primo manga di Kanon fu serializzato della rivista Dengeki Daioh pubblicata dalla MediaWorks tra dicembre 2000 e luglio 2002. I capitoli individuali furono in seguito pubblicati in due tankōbon separati, pubblicati sempre dalla MediaWorks. La storia è stata adattata dalla visual novel che l'ha preceduta ed illustrata da Petit Morishima. Ci sono sei capitoli in totale, tre in ogni volume. Oltre al prologo nel volume uno, e l'epilogo nel volume due, gli altri quattro capitoli riguardano quattro delle eroine principali. Dal primo capitolo al quarto, le eroine presentate sono: Shiori Misaka, Makoto Sawatari, Mai Kawasumi and Ayu Tsukimiya. Per riparare al fatto che Nayuki non ha un capitolo suo, la storia è stata alterata così che Nayuki sia presente nella maggior parte delle scene con Yuuichi. Il primo manga è differente dalla visual novel, poiché le storie di Shiori, Makoto e Mai non vengono raccontate interamente, per dare più spazio alla storia di Ayu.
Il secondo manga, sotto il titolo di Kanon honto no omoi wa egao no mukōgawa ni (Kanon ホントの想いは笑顔の向こう側に? lett. "Kanon: I veri sentimenti sotto l'altro lato della faccia sorridente"), con il sotto titolo ogni rimpianto di Kanon, fu serializzato tra i volumi due e sette del rivista di manga Giapponese Dragon Age Pure pubblicata da Fujimi Shobō tra giugno 2006 e ottobre 2007. La storia fu adattata dalla visual novel e illustrata da Kinusa Shimotsuki. Il primo volume fu pubblicato il 1º aprile 2007, focalizzandosi sulla storia di Nayuki. Il secondo volume fu pubblicato l'8 dicembre 2007, focalizzandosi sulle altre eroine.
Ci sono stati anche diversi altre pubblicazioni di manga antologia, prodotte da compagnie differenti e disegnate da artisti differenti. Il primo volume, pubblicato da Ichijinsha sotto il titolo Kanon Comic Anthology, fu pubblicata nel novembre 2000 dalla DNA Media Comics. I volumi di queste serie continuarono ad essere pubblicati per altri due anni, fino al dicembre 2002, con un totale di 14 volumi; un volume addizionale fu poi pubblicato nel febbraio 2007. Ichijinsha pubblicò altri due volumi di antologia intitolati Kanon 4-koma Kings tra aprile e giugno 2001. Softgarage pubblico un'antologia di un singolo volume nel dicembre 2002, intitolata anch'essa Kanon Comic Anthology. Nell'aprile 2004, Ohzora pubblico un'antologia basata sia su Kanon che su Air, intitolata Haru Urara: Kanon & Air. Tra giugno e agosto 2004, Ohzora pubblico anche cinque volumi separati basati su Kanon e disegnati da cinque diversi artisti. In seguito raccolse alcuni dei volumi precedentemente pubblicati in un'altra antologia tra dicembre 2006 e gennaio 2007. Inoltre, pubblicò altri tredici volumi in una serie intitolata Kanon, sotto la sua etichetta Twin Heart Comics. La Raporto, ora in bancarotta, pubblicò anch'essa ventuno volumi intitolati Kanon, tra novembre 2000 e ottobre 2002. L'ultima antologia manga, una collezione di strisce a quattro pannelli, fu pubblicata in un singolo volume da Enterbrain e intitolata Magi-Cu 4-koma Kanon nel gennaio 2007. Ognuna delle serie di antologia è stata scritta e disegnata da una media di venti persone per volume.

### Anime
L'anime di Kanon fu trasmesso tra gennaio e marzo 2002 ed era composto da 13 episodi, mentre nel marzo 2003 fu trasmesso un OAV intitolato Kanon Kazahana. A partire dall'ottobre 2006, fu trasmesso un remake dell'anime, questa volta composto da 24 episodi, con lievi cambiamenti al doppiaggio e nella colonna sonora.

### Musiche
La visual novel ha due temi principali, il tema d'apertura Last regrets e quello di chiusura Kaze no tadoritsuku basho (風の辿り着く場所? lett. "Dove arriva il vento") entrambi cantati da Ayana. I testi furono scritti da Jun Maeda e arrangiati da Takase Kazuya della I've Sound. Le cinque eroine hanno un proprio tema, i cui titoli hanno anche dato il nome alle rispettive light novel. Il primo album di musiche pubblicato fu Anemoscope, distribuito contemporaneamente alla prima versione del gioco. In seguito fu pubblicato un singolo contenente i due temi con versioni arrangiate delle tre musiche di sottofondo e una versione con voce maschile del tema d'apertura. Un album contenente le tracce dei due album fu pubblicato nel 2001 e chiamato Recollections. Le tracce originali del gioco furono pubblicate nell'ottobre 2002, contenenti ventidue tracce differenti e i due temi. Un arrangiamento per piano fu pubblicato nel dicembre 2003 e chiamato Re-feel contenente cinque tracce da Kanon e cinque da Air. Esclusi i primi due album, ognuno degli album fu pubblicato dall'etichetta discografica della Key.